# Vlk
Vlk je český název pro některé druhy rodu Canis, někdy užívaný i pro rody Cuon a Chrysocyon. Nejznámější je vlk obecný.

## Seznam druhů a poddruhů
- vlk obecný (Canis lupus) a jeho poddruhy jsou:
  - vlk arabský (Canis lupus arabs)
  - vlk černý (Canis lupus pambasileus)
  - vlk eurasijský (Canis lupus lupus)
  - vlk indický (Canis lupus pallipes)
  - vlk kanadský (Canis lupus occidentalis)
  - vlk mongolský (Canis lupus chanco)
  - vlk polární (Canis lupus tundrarum)
  - vlk iberský (Canis lupus signatus)
  - vlk arktický (Canis lupus arctos) – spekulovaný poddruh
  - † vlk arizonský (Canis lupus mogollonensis)
  - † vlk horský (Canis lupus fuscus)
  - † vlk japonský (Canis lupus hodophilax)
  - † vlk kenajský (Canis lupus alces)
  - † vlk koloradský (Canis lupus youngi)
  - † vlk novofoundlandský (Canis lupus beothucus)
  - † vlk ostrovní (Canis lupus hattai)
  - † vlk prériový (Canis lupus nubilus)
  - † vlk španělský (Canis lupus deitanus)
  - † vlk texaský (Canis lupus monstrabilis)
  - k druhu vlk obecný patří také pes dingo (Canis lupus dingo) a dingo pralesní (Canis dingo hallstromi).
  - postupnou domestikací vznikl poddruh pes domácí (Canis lupus familiaris).
- vlk rudohnědý = vlk červený = vlk červenohnědý (Canis rufus)
- vlk himálajský (Canis himalayensis) – někteří vědci ho považují jen za poddruh vlka obecného.

Jako vlci jsou někdy označováni i šakal obecný Canis aureus (vlk šakalovitý) a kojot prériový Canis latrans (vlk stepní) z rodu Canis a pes hřivnatý Chrysocyon brachyurus (vlk hřivnatý) a dhoul Cuon alpinus (vlk rudý).

## Chrup

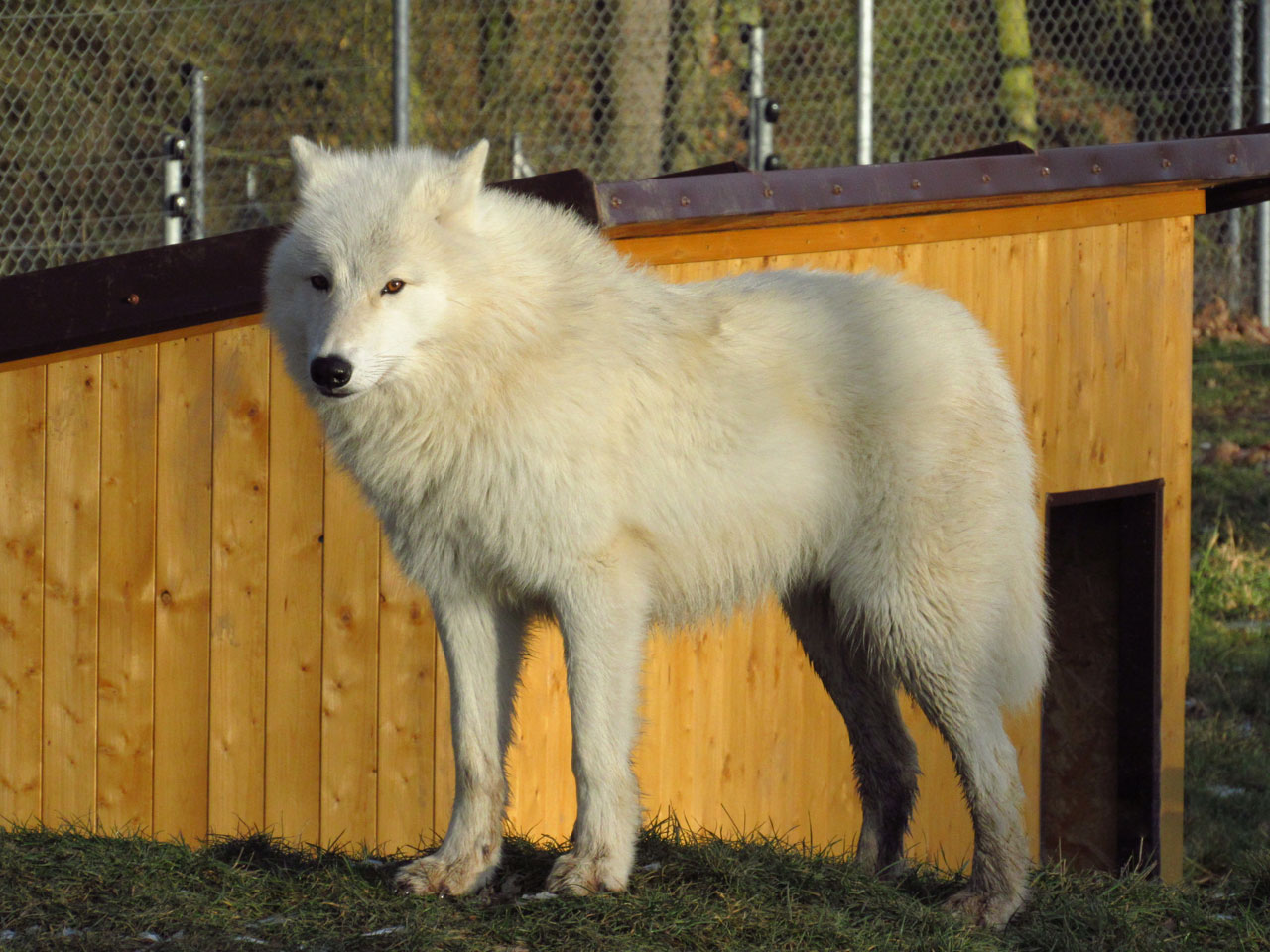
Vlk arktický v Zoo Tábor

Vlci mají, stejně jako ostatní psovité šelmy, celkem 42 zubů: 20 v horní čelisti a 22 v dolní. Vlčí tesáky mohou být dlouhé až 6,25 cm. Jsou ostré a lehce zakroucené, čímž umožňují pevné uchopení kořisti. Řezáky jsou také ostré a umožňují vlkovi ukusovat z kořisti velké kusy masa. Vlk dokáže čelistmi vyvinout tlak až 10 MPa, což mu dovoluje rozkousávat i velké kosti. Pro srovnání – německý ovčák dokáže vyvinout tlak 5 MPa.

## Speciální smysly a zákony ve smečce
Vlci jsou stejně jako psi nebo kočky citliví na vibrace a dokáží rozpoznat blížící se zemětřesení několik dní před jeho příchodem. Dokáže se podle intuice dorozumět s ostatními členy smečky. Ve smečce je vždy jen jeden „alfa samec“. Ten může mít mláďata. Ostatní členové smečky se o mláďata pomáhají starat. Mládě se v těle matky vyvíjí 62 dnů, tedy dva měsíce. Během prvního týdne jsou slepá.
Když si nějaký vlk troufne na samce „alfa vlka“ a porazí ho, z alfy se stává samotář a z vlka se stává alfa vlk. Poražený vlk se stává vlkem „samotářem" a žije sám. Výjimečně se stane, že vlka přijme jiná smečka.

## Velikost
Vlk je největším zástupcem psovitých šelem[zdroj?], váží 35 až 52 kg. Je dlouhý 150 až 190 cm a vysoký 65 až 80 cm. Samice jsou menší – váží zhruba o 25 % méně než samci. Mezi různými poddruhy vlka jsou rozdíly v hmotnosti i ve velikosti. Například červený vlk (Canis rufus) žijící na dolním toku Mississippi může vážit jen pouhých 15 kg. Na velikost vlků má také vliv zeměpisná šířka – čím severněji žijí, tím jsou větší (Bergmannovo pravidlo). Jedinou výjimkou z tohoto pravidla je arktický vlk (Canis lupus arctos) který je, i přes to, že žije severněji, drobnější než vlci žijící na severu Kanady a Aljašky. Na velikost má také vliv hojnost kořisti v oblasti kde vlci žijí. Plné velikosti vlk dosáhne ve věku okolo jednoho roku.

## Vlk na území ČR
Na území současné České republiky byl vlk vyhuben na konci 19. století a začátkem 20. století. V Čechách je uváděno datum 2. prosince 1874 a na Moravě 5. března 1914. V pozdějších letech docházelo v ČR pouze k náhodnému výskytu, když osamělí jedinci zabloudili na české území ze zahraničí.
V současné době lze hovořit o návratu vlčí populace na území České republiky, protože v roce 2015 byl zaznamenán výskyt vlků v pohoří Šumava, Lužici, v Beskydských horách, v oblasti Kokořínska či na území bývalého vojenského výcvikového prostoru Ralsko. V dalších letech se dá tedy předpokládat rozšíření populace do dalších oblastí, jako např. do Krkonoš, Krušných hor či Českého Švýcarska. V roce 2016 byl potvrzen trvalý pobyt vlků na Broumovsku, kam se vrátili po 250 letech; v roce 2017 byli doloženi čtyři vlci.
K 7. květnu 2019 potvrdili členové honebního společenstva výskyt v Orlickém Záhoří a v katastru Mezilesí, k témuž datu chovatel na Borové. „Očekáváme, že brzy v Orlických horách zdomácní. Možná ještě letos. Nejblíže Broumovsku je Olešnice, kde podle dosavadních poznatků sondují budoucí teritorium.“ Někteří z vlků se nebojí přiblížit k lidskému obydlí.
Na Broumovsku vlci zabijí desítky ovcí za rok, podobně hradecký kraj vyplatil jen za rok 2019 na náhradách škod po vlcích rekordních více než 2,2 milionu korun.  V České republice narostl v letech 2015 až 2025 významně počet vlků, podobně jako v téměř všech dalších státech Evropy.

## Mytologie
V řecké mytologii byl zpupný král Lykáón proměněn ve vlka kvůli špatné povaze a proto, že se vzepřel bohům. Vlk byl také jedním ze symbolů boha Apollóna.
V severské mytologii hrál významnou roli vlk Fenrir.

## Zajímavosti
V roce 1995 byl vlk (Canis lupus) reintrodukován do několika oblastí v severních Skalnatých horách ve Spojených státech. V Yellowstonském národním parku došlo v souvislosti s návratem vlka nejen ke změně skladby živočišstva, ale i vegetace a toku řeky. Navrácení vlka jako vrcholového predátora způsobilo tzv. trofickou kaskádu.
Vlci dokážou při skupinovém vytí vyvinout hlasitost až kolem 90 decibelů.